# Carl Cederström (flygpionjär)
Carl Gustaf Alexander Cederström, född 5 mars 1867 i familjegården Sanda, Österhaninge socken, död 29 juni 1918, var en svensk friherre och flygpionjär. Han blev känd som flygbaronen.

## Biografi
Carl Cederström ville bli skådespelare, men hans far, friherre Anders Cederström, skickade honom istället till Alnarps lantbruksskola, där han utbildade sig till agronom och utexaminerades 1890. Cederström åkte sedan iväg till USA, där han försörjde sig bland annat som boskapshandlare, cowboy och trollkarl. I slutet på 1890-talet återvände han till Sverige och blev arrendator på Ingarö på Brunns gård, som tillhörde hans fars fideikommissegendom. Till slut tröttnade han på lantbruket och startade 1907 Sveriges första bilfirma, Bilbolaget i Stockholm, där han hyrde ut sin tids verkliga lyxbilar.
Vid den tiden blev han intresserad av flyget, for till Paris våren 1910 för att få sin utbildning på aeroplan, och blev på så sätt Sveriges förste flygare att flyga i Sverige. Den 24 augusti 1910 deltog han i en tävling om första flygning över Öresund men han havererade, vann gjorde dansken Robert Svendsen. Senare samma år genomförde han en flygning på Ladugårdsgärdet i Stockholm inför en stor publik. Även året efter, den 19 maj 1911, deltog han i en flyguppvisning på Ladugårdsgärdet. År 1911 grundade han Skandinaviska Aviatik och startade 1913 en flygskola på Malmen i Linköping "med två flygplan, en bil och en mekaniker, allt med franskt ursprung". Samma år knöts Cederström till Södertälje Verkstäder som chef för provflygningarna och för flygskolan som startades vid Åleberg, på Tvetabergs mark. 
I slutet av 1916 bildade han Nordiska Aviatik. Han blev själv verkställande direktör och tillsammans med verkstadschefen och en arbetsstyrka på omkring 30 personer byggde man flygplan för statens räkning.
Den 5 mars 1917 blev Carl Cederström 50 år. Han planerade noggrant sin födelsedag och tidningarna skrev intensivt om evenemanget. Bland dem som personligen uppvaktade honom märks Albert Engström, Bruno Liljefors och Anders Zorn, alla med varsin tavla. Tillsammans med dessa vänner ingick han i "Bullerölaget", bildat på Bullerön i Stockholms skärgård som Liljefors hade köpt 1908. Cederström var en självskriven centralgestalt och missade sällan en sjöfågeljakt på våren. 
Cederström omkom den 29 juni 1918 i Ålands hav när han medföljde piloten som var hans tidigare elev, Carl Gustaf Krokstedt, på en leveransflygning från Furusund till Finland. Han är begravd på Ingarö kyrkogård tillsammans med sin andra hustru Minna Cederström.

### Privatliv
Carl Cederström var son till Anders Cederström och Maria Cederström (född Wennerström, dotter till Carl Wennerström).
Han var 1900–1906 gift med författaren Marika Stiernstedt och fick tillsammans med henne dottern Lena Cederström. År 1909 gifte han sig med konstnären Minna Poppius och fick med henne dottern Ulla-Metta Cecilia (Mascha) Cederström.

## 100-årsminnet
Till minne av hundraårsjubileet av Carl Cederström, som förste svenske flygare, flögs i augusti 2010 en Blériot XI från Tekniska museets samlingar på Ladugårdsgärdet. Planet är samma modell som Cederströms första flygplan och renoverades till flygdugligt skick av Mikael Carlson.

## Galleri

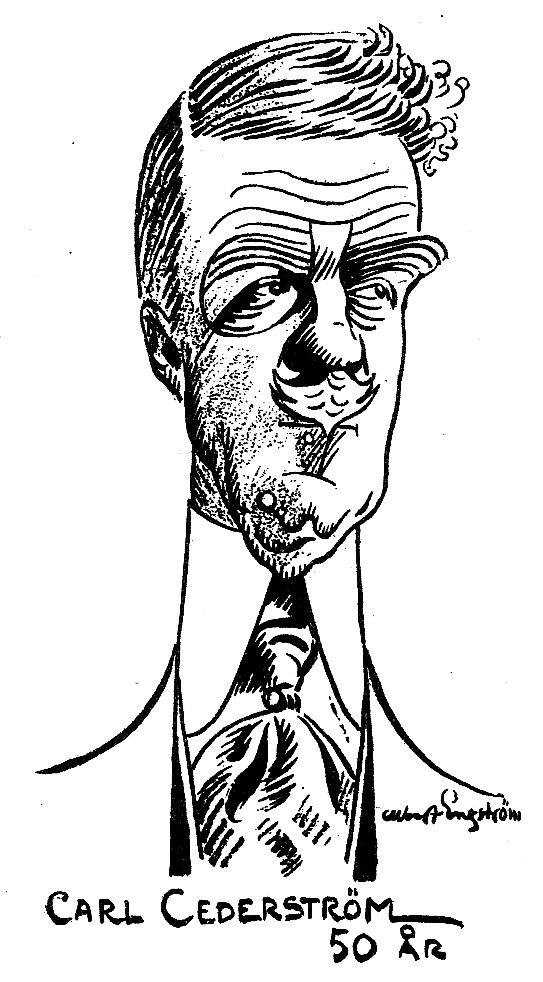
Carl Cederström 50 år, av Albert Engström
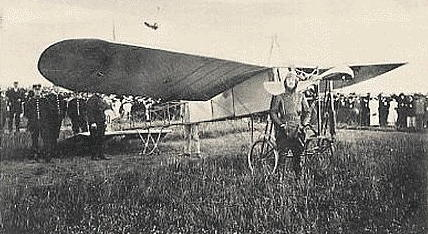
Carl Cederström, 1911
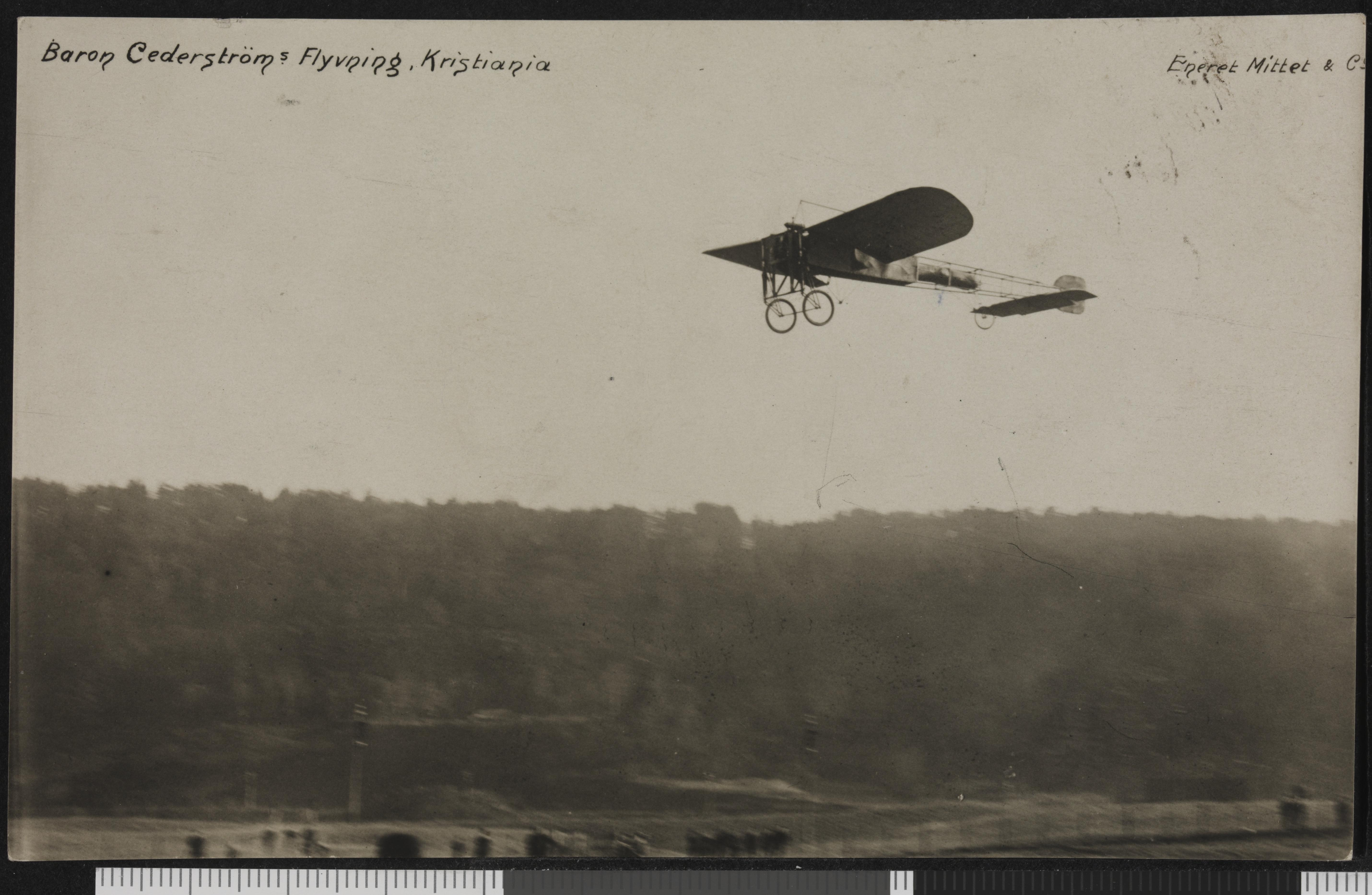
Norges första flygtur gjordes av Cederström den 14 oktober 1910
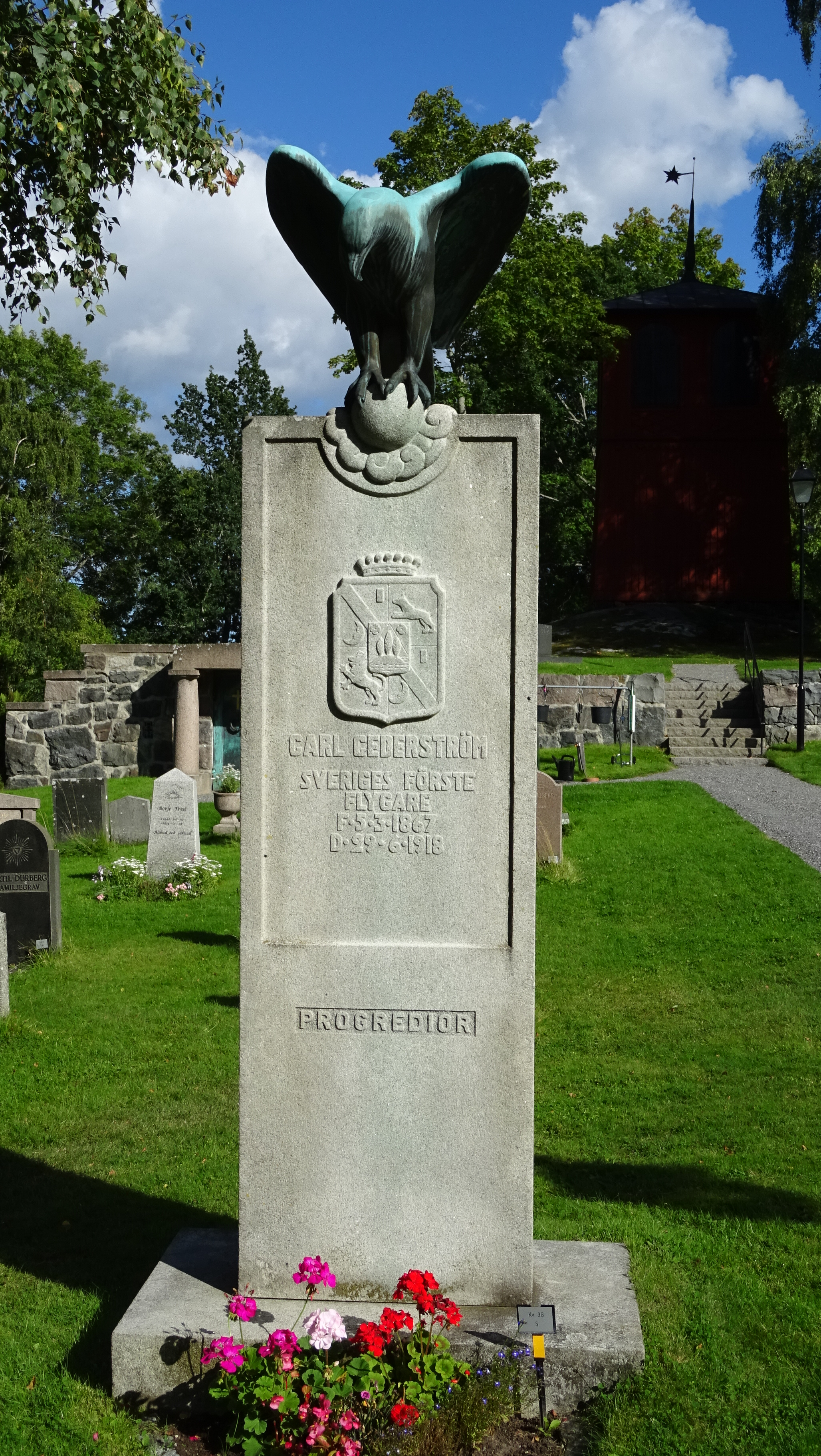
Carl och Minna Cederströms gravsten vid Ingarö kyrka.